# Jérémie Basilua
Jérémie Basilua est un joueur de footballeur congolais.

## Biographie
Il inscrit un but contre les Seychelles le 29 février 2012, lors de sa première (et dernière) sélection.
Il est ensuite sélectionné dans l'équipe congolaise des moins de 20 ans pour la Coupe d'Afrique des nations junior 2013. Avec un bilan d'un nul et deux défaites, la RD Congo ne parvient pas à dépasser le premier tour.

## Statistiques

### Buts internationaux
Les scores et les résultats indiquent en premier ceux de la RD Congo. 
| Non | Date            | Lieu                               | Adversaire | But  | Résultat | Compétition                                    |
| --- | --------------- | ---------------------------------- | ---------- | ---- | -------- | ---------------------------------------------- |
| 1.  | 29 février 2012 | Stade Linité, Victoria, Seychelles | Seychelles | 4 –0 | 4-0      | Qualification Coupe d'Afrique des Nations 2013 |